# Waals-Brabant

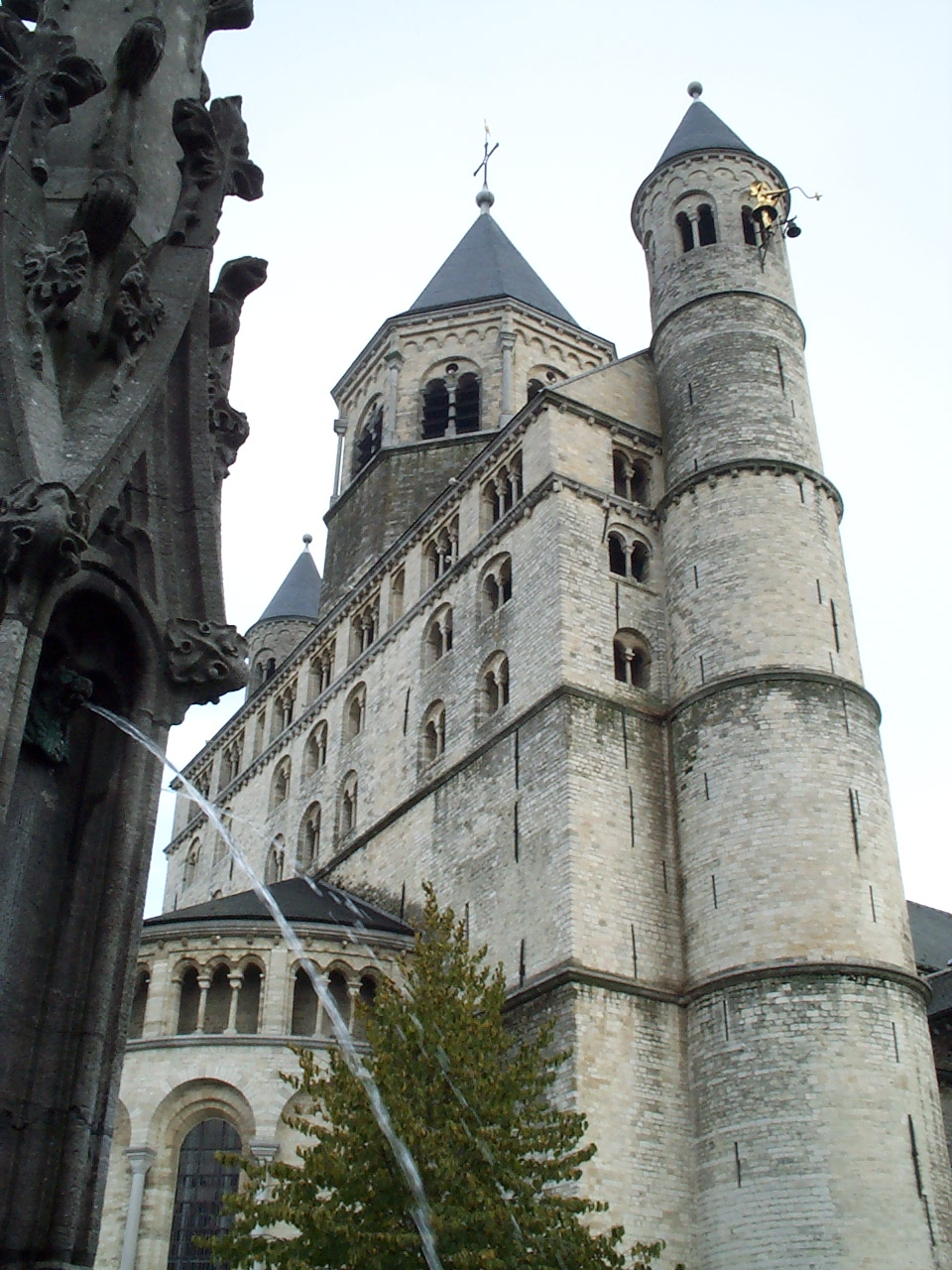
Sint-Gertrudiskerk te Nijvel.

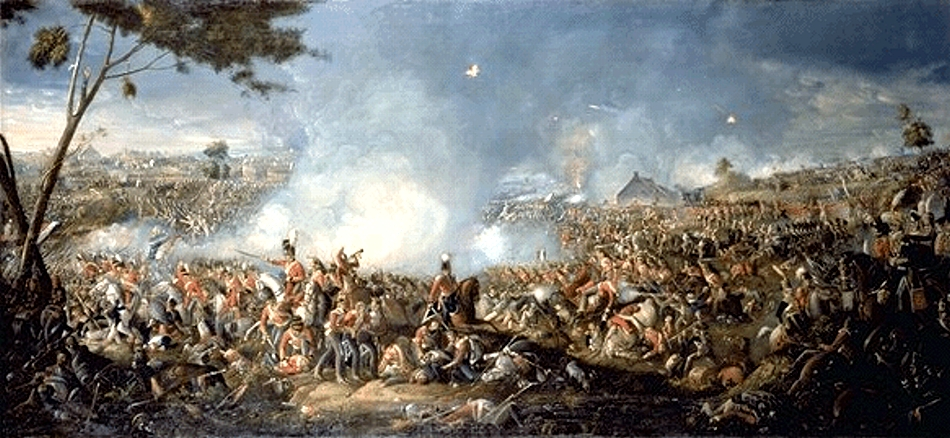
Slag bij Waterloo door William Sadler

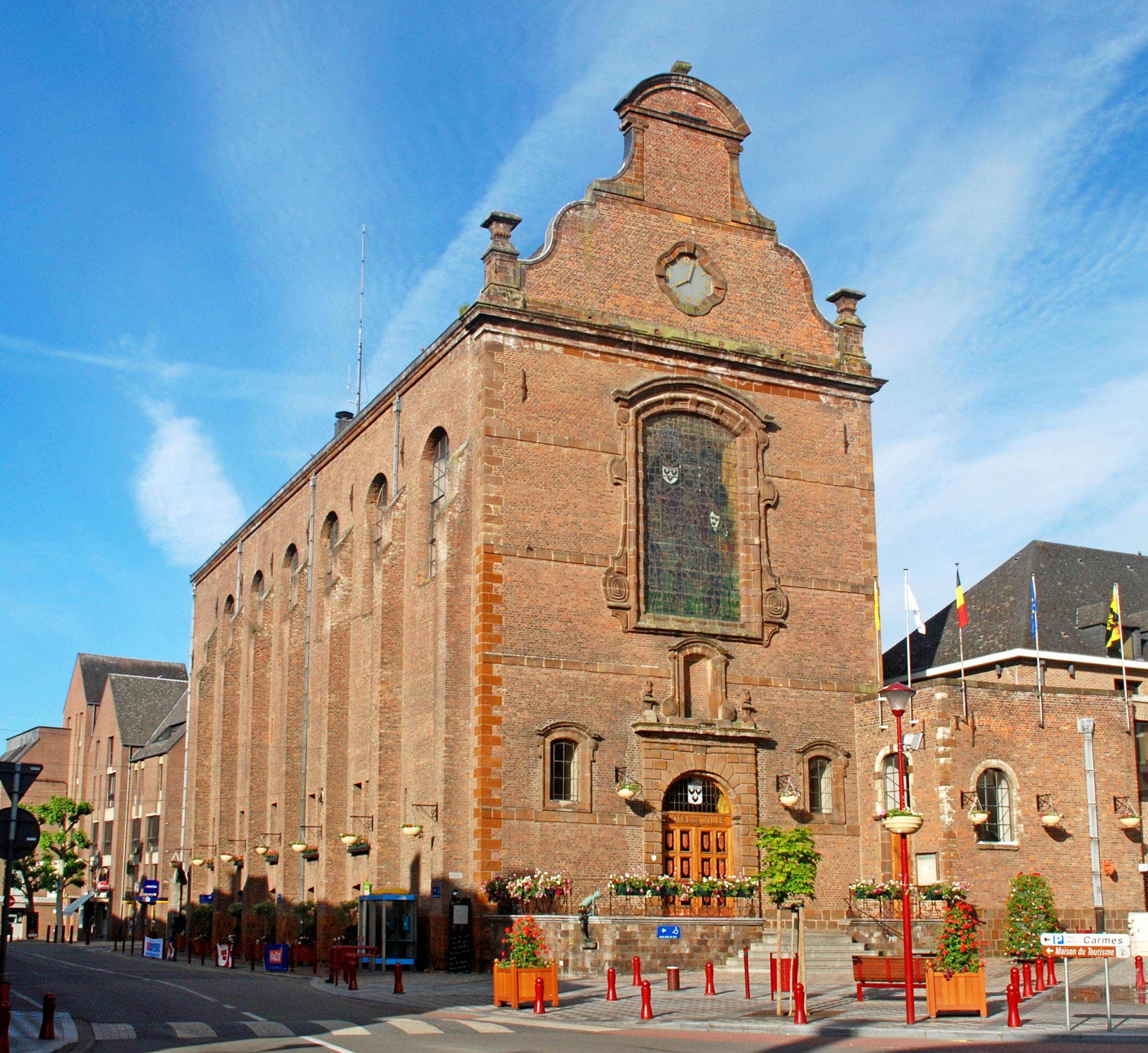
Het convent van Waver

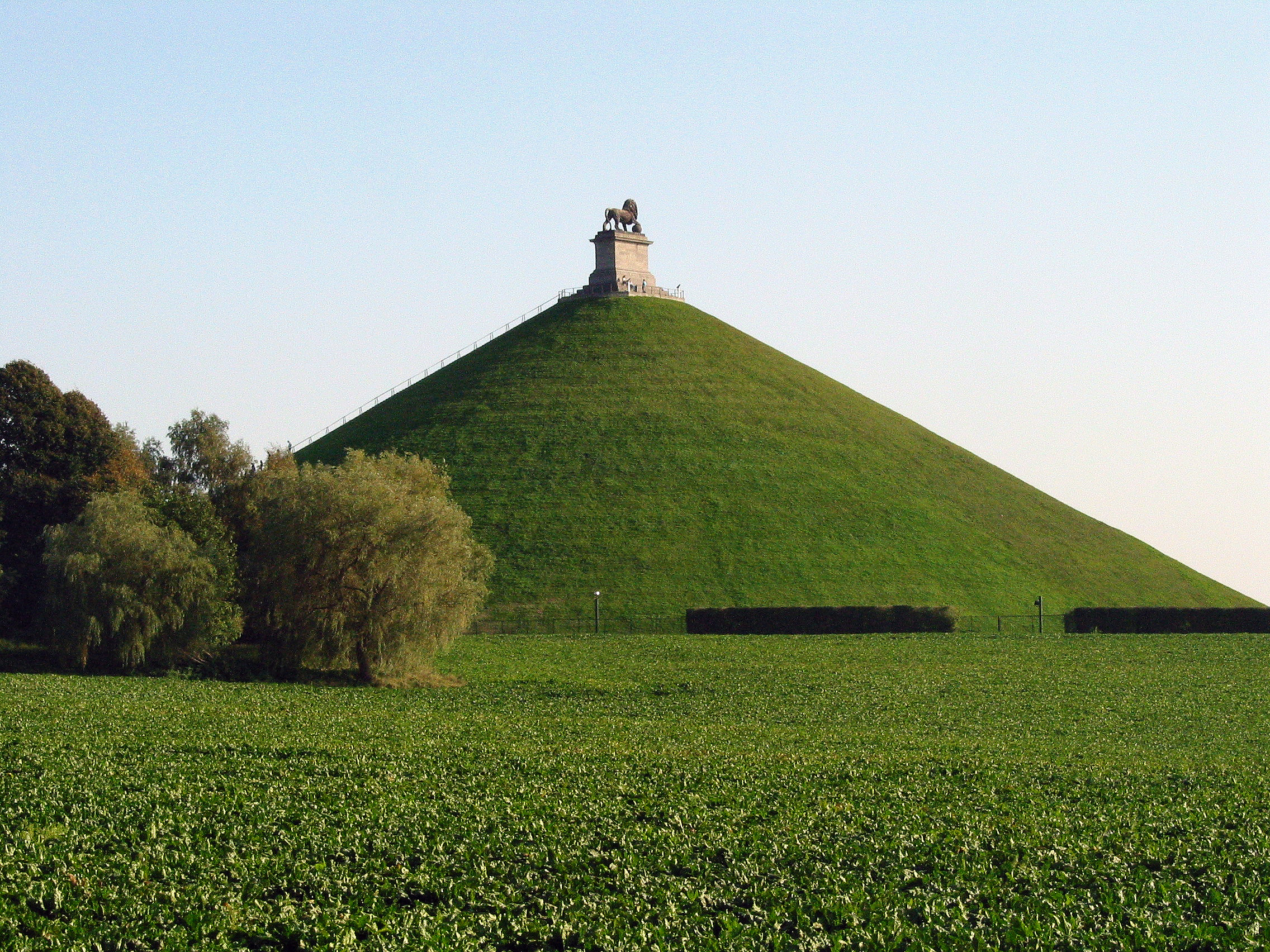
De heuvel van de Leeuw te Eigenbrakel

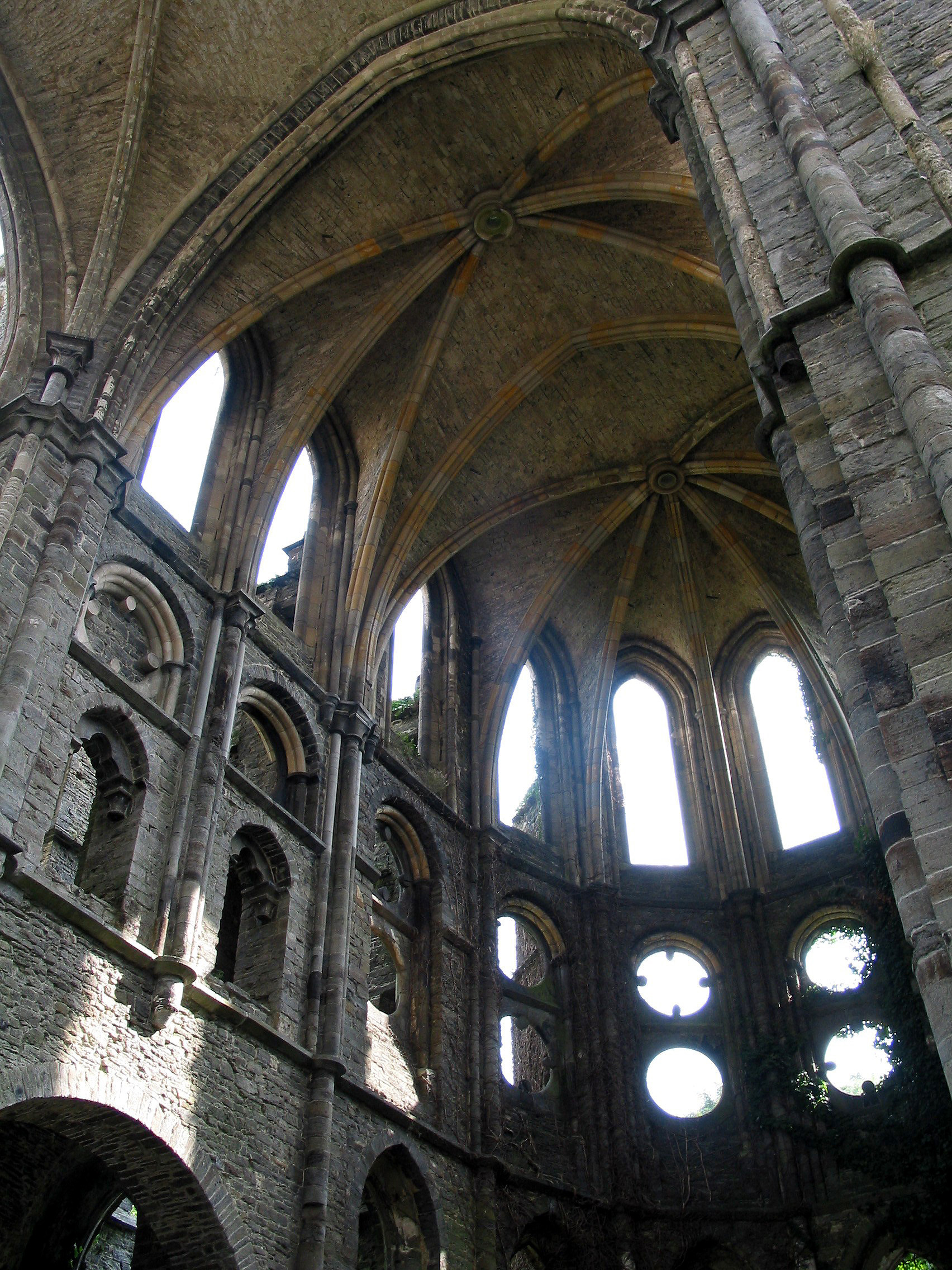
Abdij van Villers

Waals-Brabant (Frans: Brabant wallon, Waals: Brabant wallon of Roman Payîs) is een van de vijf provincies van Wallonië in België.

## Toponymie
Waals- verwijst naar het feit dat het om het Waalse gedeelte van de vroegere Belgische provincie Brabant gaat. Deze werd gesplitst op 1 januari 1995.
De naam Brabant is een afgeleide van Braecbant. Dit is een samenvoeging van braec, wat broek of drassig land betekent, en bant dat streek betekent. De naam kan dan ook verklaard worden als moerassige streek.
Hoewel de provincie Waals-Brabant nog maar kort bestaat, werd de naam al onder het ancien régime gebruikt om het Franstalige (verfranste) deel van het hertogdom Brabant mee aan te duiden.

## Geschiedenis
Het is de jongste (samen met Vlaams-Brabant) en tevens de kleinste provincie van België.
De provincie ontstond door de oude provincie Brabant te splitsen langs de taalgrens in drie delen, een Vlaams deel (Vlaams-Brabant), een Waals deel (Waals-Brabant) en het Brussels Hoofdstedelijk Gewest. Deze scheiding voltrok zich op 1 januari 1995.
De provinciehoofdplaats werd Waver, alhoewel het grondgebied overeenkomt met het arrondissement Nijvel dat dus Nijvel als hoofdplaats heeft. De centralere ligging is een van de redenen waarom men Waver boven Nijvel verkoos als hoofdplaats van de nieuwgevormde provincie.

## Geografie

### Topografie
De totale oppervlakte van de provincie bedraagt 1091 km², de hoofdstad is Waver. De provincie heeft een langgerekte vorm en meet van oost naar west ongeveer 90 km, van noord naar zuid bedraagt de afstand in vogelvlucht ongeveer 40 km. Het geografisch middelpunt van België ligt op het grondgebied van Nil-Saint-Vincent-Saint-Martin, deelgemeente van Walhain. Voor de annexatie van de Oostkantons (als gevolg van het Verdrag van Versailles) lag dit middelpunt in Itter eveneens in Waals-Brabant. Op beide plekken is er een monument dat hiernaar verwijst. Het hoogste punt van de provincie (175 meter) ligt in de gemeente Perwez op de grens met de provincie Namen nabij het Bois de Grand-Leez, het laagste punt (30 meter) in de Dijlevallei bij Nethen deelgemeente van Graven op de grens met Vlaams-Brabant.

### Hydrografie
De belangrijkste rivieren in de provincie zijn van west naar oost, de Zenne, de Dijle die haar bron heeft in Houtain-le-Val in het uiterste zuiden van de provincie, en de Grote Gete. Deze rivieren behoren alle tot het Scheldebekken en lopen elk van zuid naar noord. Kleinere rivieren zijn de Hain, de Laan (Frans: Lasne), de Train en de Kleine Gete. In het westen van de provincie, deels in de vallei van de Zenne loopt het Kanaal Charleroi-Brussel.

### Administratieve indeling

#### Arrondissementen

##### Administratieve arrondissementen
Waals-Brabant heeft maar één administratieve arrondissement, het Arrondissement Nijvel.

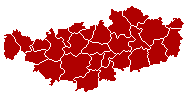
Nijvel

##### Gerechtelijke arrondissementen
Waals-Brabant heeft maar één gerechtelijk arrondissement, het Gerechtelijk arrondissement Waals-Brabant.

Waals-Brabant

#### Gemeenten
Gemeenten met een stadstitel hebben "(stad)" achter de naam:
| 1. Bevekom - Beauvechain 2. Eigenbrakel - Braine-l'Alleud 3. Kasteelbrakel - Braine-le-Château 4. Chastre 5. Chaumont-Gistoux 6. Court-Saint-Étienne 7. Genepiën - Genappe (stad) 8. Graven - Grez-Doiceau 9. Heylissem - Hélécine 10. Incourt 11. Itter - Ittre 12. Geldenaken - Jodoigne (stad) 13. Terhulpen - La Hulpe 14. Lasne | 15. Mont-Saint-Guibert 16. Nijvel - Nivelles (stad) 17. Adorp-Geten - Orp-Jauche 18. Ottignies-Louvain-la-Neuve (stad) 19. Perwijs - Perwez 20. Ramillies 21. Rebecq 22. Rixensart 23. Tubeke - Tubize (stad) 24. Villers-la-Ville 25. Walhain 26. Waterloo 27. Waver - Wavre (stad) |

### Aangrenzende provincies
| Aangrenzende provincies | Aangrenzende provincies | Aangrenzende provincies | Aangrenzende provincies | Aangrenzende provincies |
| ----------------------- | ----------------------- | ----------------------- | ----------------------- | ----------------------- |
|                         |                         | Vlaams-Brabant          |                         |                         |
|                         |                         |                         |                         |                         |
|                         | Luik                    |                         |                         |                         |
|                         |                         |                         |                         |                         |
| Henegouwen              |                         |                         |                         | Namen                   |

## Demografie
De provincie telt (op 1 januari 2025) 415.381 inwoners. Het gemiddeld inkomen in deze provincie is het hoogste van het Waals Gewest.

### Evolutie van het inwonertal sinds de creatie van de provincie in 1995
Inwonersaantal × 1000
- Bron:NIS - Opm.: inwoneraantal op 1 januari

### Evolutie van het inwonertal sinds 1831
Hieronder is de demografische evolutie weergegeven op basis van de gemeenten die deel uitmaken van de provincie zoals ze in 1995 gecreëerd werd.
- Bron:NIS - Opm:1831 t/m 1981=volkstellingen; vanaf 1990= inwoneraantal per 1 januari

| Inwoners van jaar tot jaar op 1 januari - 1992 tot heden | Inwoners van jaar tot jaar op 1 januari - 1992 tot heden | Inwoners van jaar tot jaar op 1 januari - 1992 tot heden |
| Jaar                                                     | Aantal                                                   | Index (1992=100)                                         |
| -------------------------------------------------------- | -------------------------------------------------------- | -------------------------------------------------------- |
| 1992                                                     | 325.621                                                  | 100,0                                                    |
| 1993                                                     | 329.614                                                  | 101,2                                                    |
| 1994                                                     | 332.960                                                  | 102,3                                                    |
| 1995                                                     | 336.503                                                  | 103,3                                                    |
| 1996                                                     | 339.058                                                  | 104,1                                                    |
| 1997                                                     | 341.565                                                  | 104,9                                                    |
| 1998                                                     | 344.508                                                  | 105,8                                                    |
| 1999                                                     | 347.423                                                  | 106,7                                                    |
| 2000                                                     | 349.884                                                  | 107,5                                                    |
| 2001                                                     | 352.018                                                  | 108,1                                                    |
| 2002                                                     | 355.207                                                  | 109,1                                                    |
| 2003                                                     | 358.012                                                  | 109,9                                                    |
| 2004                                                     | 360.717                                                  | 110,8                                                    |
| 2005                                                     | 363.776                                                  | 111,7                                                    |
| 2006                                                     | 366.481                                                  | 112,5                                                    |
| 2007                                                     | 370.460                                                  | 113,8                                                    |
| 2008                                                     | 373.393                                                  | 114,7                                                    |
| 2009                                                     | 375.645                                                  | 115,4                                                    |
| 2010                                                     | 379.515                                                  | 116,6                                                    |
| 2011                                                     | 382.866                                                  | 117,6                                                    |
| 2012                                                     | 385.990                                                  | 118,5                                                    |
| 2013                                                     | 388.526                                                  | 119,3                                                    |
| 2014                                                     | 390.966                                                  | 120,1                                                    |
| 2015                                                     | 393.700                                                  | 120,9                                                    |
| 2016                                                     | 396.840                                                  | 121,9                                                    |
| 2017                                                     | 399.123                                                  | 122,6                                                    |
| 2018                                                     | 401.106                                                  | 123,2                                                    |
| 2019                                                     | 403.599                                                  | 123,9                                                    |
| 2020                                                     | 406.019                                                  | 124,7                                                    |
| 2021                                                     | 407.397                                                  | 125,1                                                    |
| 2022                                                     | 409.782                                                  | 125,8                                                    |
| 2023                                                     | 412.934                                                  | 126,8                                                    |
| 2024                                                     | 414.130                                                  | 127,2                                                    |
| 2024                                                     | 415.381                                                  | 127,6                                                    |

### Leeftijdsopbouw

Bevolkingspiramide

## Politiek

### Gouverneurs
| Nr. | Gouverneur                     | Ambtstermijn | Ambtstermijn | Partij | Partij |
| --- | ------------------------------ | ------------ | ------------ | ------ | ------ |
| 1   | Valmy Féaux (1933)             | 1995         | 2000         |        | PS     |
| 2   | Emmanuel Hendrickx (1940-2024) | 2000         | 2006         |        | MR     |
| 3   | Marie-José Laloy (1950)        | 2007         | 2015         |        | PS     |
| 4   | Gilles Mahieu (1964)           | 2015         | heden        |        | PS     |

### Provincieraad en deputatie

#### Legislatuur 2024-2030
De provincieraad bestaat uit 37 leden.
De deputatie bestaat uit 4 leden, gevormd door een coalitie bestaande uit MR en Les Engagés.
| Naam              | Partij | Partij      | Functie en bevoegdheden |
| ----------------- | ------ | ----------- | --- |
| Tanguy Stuckens   |        | MR          | Gedeputeerde Institutionele Hervormingen, Regiovorming, Public relations, Territoriale Ontwikkeling, Waterlopen, Gehandicaptenbeleid en Inclusie, het Laatste Hoofdkwartier van Napoleon en Administratie                                                                     |
| Benjamin Goes     |        | Les Engagés | Gedeputeerde Cultuur, Toerisme, Jeugd, Sociale Zaken, Gezondheid, Kleine Kinderen, Actief Ouder Worden en Begeleiding van Ouderen, Huisvesting en Mobiliteit |
| Sophie Keymolen   |        | MR          | Gedeputeerde Economie, Digitalisering en Digitale Transitie, Landbouw en Plattelandsbeleid, Ruimtelijke Ordening, Bois des Rêves, Gelijke Kansen, Burgerschap, Ontwikkelingssamenwerking, Erediensten en Laïciteit, Folklore en Verlening van Audiovisueel en Hobbymateriaal. |
| Christophe Dister |        | MR          | Gedeputeerde Onderwijs, Veiligheid en Hulpverleningszones, Opleiding, Kasteel van Hélécine en Sport. |

## Voetnoten
1. ↑  Gilles Mahieu (PS) futur gouverneur du Brabant wallon: son parcours de Mons à Wavre rtbf.be
2. ↑  Ons Baarle, een bijzonder dorp. Bouwstenen voor de geschiedenis van Baarle. Henricus Joosen. 1946
3. ↑  https://view.officeapps.live.com/op/view.aspx?src=https%3A%2F%2Fstatbel.fgov.be%2Fsites%2Fdefault%2Ffiles%2Ffiles%2Fdocuments%2Fbevolking%2F5.1%2520Structuur%2520van%2520de%2520bevolking%2FBevolking_per_gemeente.xlsx&wdOrigin=BROWSELINK